# Porta-aviões inafundável

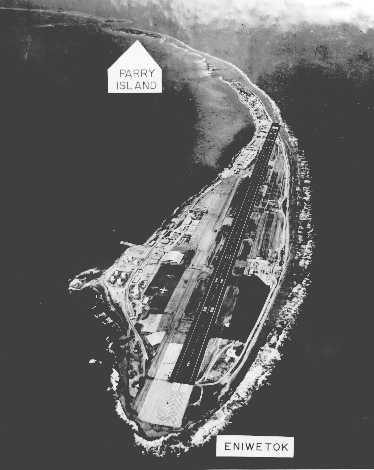
Vista aérea da pista de pouso americana em Enewetak, um arquetípico de “porta-aviões inafundável”

Um porta-aviões inafundável é uma ilha geograficamente ou politicamente importante que é usada para estender a projeção de poder de uma força militar. Como tal entidade é capaz de atuar como uma base aérea e é uma massa de terra física que não é facilmente destruída, ela é, na prática, um porta-aviões imóvel que não pode ser afundado.
O termo “porta-aviões inafundável” surgiu pela primeira vez durante a Segunda Guerra Mundial para descrever as ilhas e atóis no Oceano Pacífico que se tornaram estrategicamente importantes como potenciais pistas de pouso para bombardeiros americanos em sua guerra transoceânica contra o Japão. Para esse fim, as forças militares dos EUA se envolveram em inúmeras operações de leapfrogging para expulsar as forças de ocupação japonesas dessas ilhas; os Seabees da Marinha dos EUA muitas vezes tiveram que construir pistas de pouso do zero — às vezes cobrindo atóis inteiros — rapidamente, a fim de dar suporte às operações aéreas contra o Japão.
O Atol Midway foi descrito como um quarto porta-aviões americano inafundável na Batalha de Midway em 1942 (os americanos tinham três porta-aviões convencionais). De fato, ele desempenhou esse papel na batalha, com aeronaves do atol atacando os porta-aviões japoneses e o atol sendo atacado em resposta.
Malta e Islândia foram por vezes descritas como porta-aviões inafundáveis durante a Segunda Guerra Mundial, tornando Malta um alvo das potências do Eixo.
Durante a Guerra da Coreia (1950-1953), o general dos Estados Unidos Douglas MacArthur descreveu Taiwan como um porta-aviões inafundável.:164 A República Popular da China normalizou as relações na década de 1970 e os Estados Unidos anularam o Tratado de Defesa Mútua Sino-Americano com Taiwan. No entanto, os Estados Unidos mantiveram de facto o status quo através da Lei das Relações com Taiwan [en].
Diz-se também que as forças militares dos EUA consideraram as Ilhas Britânicas como porta-aviões inafundáveis durante a Guerra Fria. Em 1983, o primeiro-ministro japonês Yasuhiro Nakasone transformar o Japão em um “porta-aviões insubmersível no Pacífico”, auxiliando os EUA na defesa contra a ameaça de bombardeiros soviéticos. O Secretário de Estado Geral dos EUA, Alexander Haig, descreveu Israel como “o maior porta-aviões americano do mundo que não pode ser afundado”. Ao argumentar contra a produção dos porta-aviões CVA-01, a Força Aérea Real alegou que a Austrália poderia desempenhar adequadamente a mesma função, usando mapas falsos que colocavam Singapura 640 km mais perto da Austrália. A ilha de Chipre também é frequentemente descrita como um porta-aviões inafundável, em relação à presença militar do Reino Unido ali.
Durante a Segunda Guerra Mundial, o Reino Unido pensou seriamente em construir porta-aviões praticamente inafundáveis, feitos de gelo reforçado com serragem (Projeto Habakkuk). Um modelo foi criado e o projeto foi seriamente considerado, chegando a um design que deslocaria 2,2 milhões de toneladas e capacidade para 150 bombardeiros bimotores. No entanto, a ideia nunca foi concretizada.

## Leitura complementar
- Abraham, Itty (2015). «India's Unsinkable Aircraft Carrier». Economic and Political Weekly (em inglês). 50 (39): 10–13. ISSN 0012-9976. JSTOR 24482452